# Godalming
Godalming è una cittadina di 21 103 abitanti della contea del Surrey, in Inghilterra.

## Geografia fisica
Godalming è situata a circa 60 km a sud-ovest di Londra e nei pressi del fiume Wey. Le città più vicine sono Guildford, Farnham e Haslemere.

## Amministrazione

### Gemellaggi
Godalming è gemellata con:
- Joigny[1]
- Mayen[2]